# کوه کلیولند
کوه کلیولند (انگلیسی: Mount Cleveland) که به‌نام آتشفشان کلیولند نیز شناخته می‌شود، یک آتشفشان چینه‌ای نسبتاً متقارن است که در غرب جزیره چوگیناداک که بخشی از جزایر چهارکوه در غرب جزیره آمناک واقع در جزایر روباه از مجموعه جزایر الوشن آلاسکا است، قرار دارد. کوه کلیولند ۱۷۳۰ متر ارتفاع دارد و یکی از فعال‌ترین آتشفشان‌ها در بین ۷۵ آتشفشان کمان آتشفشانی الوشن است.
آتشفشان کیلولند در ۲۳۰ سال گذشته حداقل ۲۲ فوران داشته است. فوران این آتشفشان در سال ۱۹۴۴ که بر پایه نمایه شدت فوران آتشفشان دارای شدت فوران ۳ بود، تنها فوران مرگبار این آتشفشان به‌شمار می‌رود. فوران‌های اخیر این کوه آتشفشانی شامل سه فوران در سال ۲۰۰۹، دو فوران در سال ۲۰۱۰ و یک فوران در سال ۲۰۱۱ بوده است. به‌دلیل دورافتاده بودن این آتشفشان مطالعه آن با دشواری همراه است و دیدبانی آتشفشانی آلاسکا از تصاویر ماهواره‌ای برای پایش فعالیت آتشفشان بهره می‌گیرد. خطر عمده این آتشفشان در ترابری هوایی است، به‌گونه‌ای که تعداد زیادی از پروازها بر فراز اقیانوس آرام شمالی از نزدیکی این آتشفشان می‌گذرد و خاکستر آتشفشانی ناشی از فوران این کوه می‌تواند می‌تواند به سنجنده‌ها و تجهیزات حساس الکترونیکی آسیب برساند.

## زمین‌شناسی
کوه کیلولند در فاصله ۴۹۰ کیلومتری انتهای غربی کمان الوشن قرار دارد که این کمان زنجیره‌ای طولانی از آتشفشان است که در ساحل آلاسکا گسترده شده و بیش از ۷۵ آتشفشان دارد. این کمان آتشفشانی در بالای منطقه فرورانش و در جایی پدید آمده که صفحه اقیانوس آرام به زیر صفحه آمریکای شمالی فرو می‌رود.